# Betty Johnson (física)
Elizabeth (Betty) Johnson (18 d'octubre de 1936 – 11 de setembre de 2003), fou una física teòrica americana, a qui li va ser atorgat l'Orde de l'Imperi Britànic el 2002 pels "pel seu compromís a integrar les dones dins la vida acadèmica en les carreres científiques, d'enginyeria i tecnologia". Johnson va participar en la Fundació Daphne Jackson Trust i una de les primeres dones a rebre una beca per retornar a la carrera professional després d'una pausa deguda a compromisos familiars.

## Carrera i recerca
Johnson va néixer a Filadèlfia i va estudiar física i matemàtiques a la Universitat de Swarthmore, Pennsilvània, graduant-se el 1958. Va completar un PhD en física de partícules elementals a la Universitat de Manchester amb el suport de les beques del Departament Estatal Fulbright entre 1958-1960 i les beques honorífiques de Woodrow Wilson company. Va continuar la seva recerca a la Universitat de Pittsburgh, Universitat de Wisconsin–Madison, Universitat London de King i la Universitat de Auckland.Johnson va treballar en diverses posicions de jornada parcial a la Universitat de Surrey, i el 1975 va ser elegida membre de l'Institut de Física.
Va treballar des de temes relacionats en teoria de partícules elementals, a dinàmica de gas i efectes dependents de l'espí en semiconductors. Es centrava principalment a entendre els aspectes de física fonamental i utilitzar-los per predir les propietats de materials reals.

## Compromís amb les dones en la ciència i l'enginyeria
Durant la seva estada a la Universitat de Surrey, Johnson va fer amistat amb Daphne Jackson, la primera dona al Regne Unit a esdevenir una professors de física. Quan Daphne Jackson va començar a atorgar beques a dones per reprendre la seva carrera científica després d'una pausa de la investigació, Johnson fou una de les primeres guardonades. El 1986, Johnson va entrar a formar part del Grup de Teoria de la Matèria Condensada a l'Imperial College London.
Johnson va ser crucial per continuar i establir la Fundació Daphne Jackson Trust després de la mort de Jackson el 1992, n'esdevingué administradora i consellera el 2002, i va formar part del consell de la Societat d'Enginyeria de les Dones. També se li va concedir l'Orde de l'Imperi Britànic (MBE) pel seu compromís a integrar les dones dins la vida acadèmica.